# ユルゲン・モルトマン

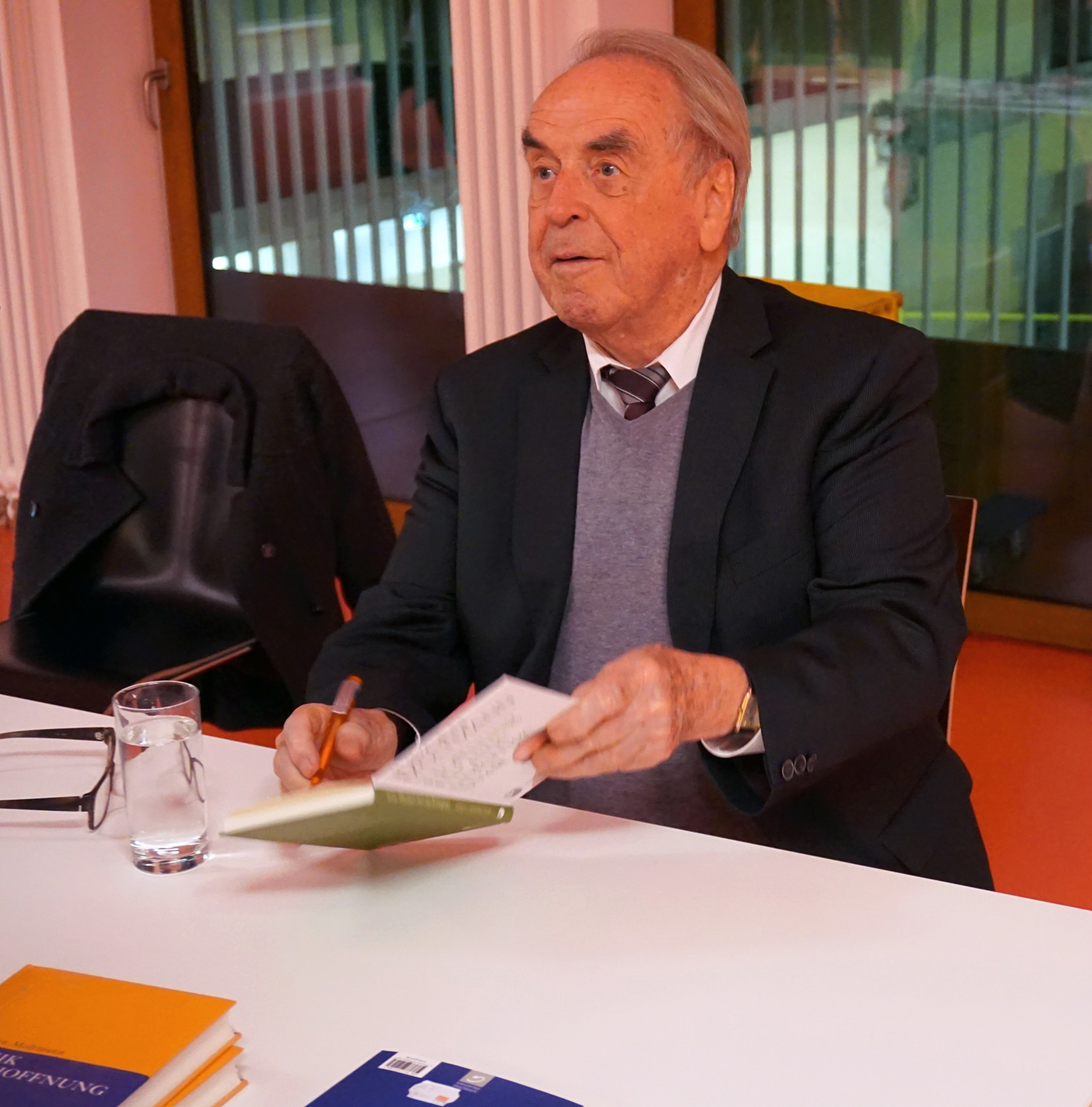
モルトマン（2016年）

ユルゲン・モルトマン（ドイツ語: Jürgen Moltmann、1926年4月8日 - 2024年6月3日）は、ドイツの神学者。希望の神学を提唱したことで世界的に知られる。

## 経歴
1926年、ハンブルクに生まれる。ナチス・ドイツの軍隊に従軍して第二次世界大戦中に捕虜となり、ベルギーとスコットランドの捕虜収容所で3年間すごす。初めて神学に触れ、そこで十字架の苦難と復活の希望を心に焼き付けられ、それが希望の神学のきっかけになった。1948年に帰国するとゲッティンゲン大学福音主義神学部で学び、H・J・イーヴァント、E・ヴォルフ、オットー・ヴェーバーらの影響を受ける。その後、イギリスに留学。帰国後、1953年から1958年まで、ブレーメンのヴァッサーホルスト教会で牧師となる。1958年から1963年まで、ヴッパータール神学大学、1963年から1967年までボン大学、1967年以降はテュービンゲン大学で組織神学を教え、1994年に退官した。
1964年に公刊した著書『希望の神学 : キリスト教的終末論の基礎づけと帰結の研究』によって、世界的に知られる神学者となった。
2024年6月3日、テュービンゲンで死去。98歳だった。
妻はフェミニスト神学研究で知られるE・モルトマン・ヴェンデル。夫婦での共著も多い。

## 著作

### 単著
- 『希望の神学 : キリスト教的終末論の基礎づけと帰結の研究』高尾利数 訳、新教出版社、1968年。（原著：Theologie der Hoffnung、1964年[1]）
- 『神学の展望 : 現代社会におけるキリスト教の課題』喜田川信・蓮見和男 訳、新教出版社、1971年。
- 『キリストの未来と世界の終り : ユルゲン・モルトマン説教集』 蓮見和男 訳、新教出版社、1973年。
- 『人間：現代の闘争の中におけるキリスト教人間像』蓮見和男 訳、新教出版社、1973年。
- 『存在の喜びの神学』喜田川信 訳、新教出版社、1973年。
- 『十字架と革命』大庭健 訳、新教出版社、1974年。
- 『十字架につけられた神』喜田川信・土屋清・大橋秀夫 訳、新教出版社〈現代神学双書 59〉、1976年。（原著：Der gekreuzigte Gott、1972年[1]）
- 『聖霊の力における教会』喜田川信・藤井政雄・頓所正 訳、新教出版社、1981年。（原著：Kirche in der Kraft des Geistes、1975年[1]）
- 『神が来られるなら』蓮見幸恵・蓮見和男 訳、新教出版社、1988年。
- 『20世紀神学の展望』渡部満 訳、新教出版社、1989年。
- 『希望・不安・黙想 : 今日の神経験』松見俊 訳、ヨルダン社、1990年。
- 『三位一体と神の国 : 神論』土屋清 訳、新教出版社〈組織神学論叢 1〉、1990年。
- 『創造における神 : 生態学的創造論』沖野政弘 訳、新教出版社〈組織神学論叢 2〉、1991年。
- 『イエス・キリストの道 : メシア的次元におけるキリスト論』蓮見和男 訳、新教出版社〈組織神学論叢 3〉、1992年。
- 『いのちの御霊 : 総体的聖霊論』蓮見和男・沖野政弘 訳、新教出版社〈組織神学論叢 4〉、1994年。
- 『人への奉仕と神の国』沖野政弘 ほか 訳、新教出版社、1995年。
- 『神の到来 : キリスト教的終末論』蓮見和男 訳、新教出版社〈組織神学論叢 5〉、1996年。
- 『今日キリストは私たちにとって何者か』沖野政弘 訳、新教出版社、1996年。
- 『新しいライフスタイル : 開かれた教会を求めて』沖野政弘 訳、新教出版社、1996年。
- 『無力の力強さ : ユルゲン・モルトマン説教集』田村信吾・蓮見和男 訳、新教出版社、1998年。
- 『いのちの泉 : 聖霊といのちの神学』蓮見幸恵 訳、新教出版社、1999年。
- 『神学的思考の諸経験 : キリスト教神学の道と形』沖野政弘 訳、新教出版社〈組織神学論叢 6〉、2001年。
- 『人類に希望はあるか : 21世紀沖縄への提言 : 沖縄にJ.モルトマン博士を迎えて』モルトマン博士招聘委員会 編、新教出版社〈新教コイノーニア〉、2005年。
- 『終りの中に、始まりが : 希望の終末論』蓮見幸恵 訳、新教出版社、2005年。
- 『科学と知恵：自然科学と神学の対話』蓮見和男・蓮見幸恵 訳、新教出版社、2007年。
- 『わが足を広きところに : モルトマン自伝』蓮見和男・蓮見幸恵 訳、新教出版社、2012年。
- 『希望の倫理』福嶋揚 訳、新教出版社、2016年。

### 共著
- H.キュンク、J.モルトマン 他『教会に未来はあるか : 現代の課題をめぐる対話』佐伯晴郎 訳、新教出版社、1980年。
- J.モルトマン、J.B.メッツ（英語版）『政治的宗教と政治的神学』蓮見和男 訳、新教出版社、1980年。
- J.モルトマン 他『山上の説教を生きる : 服従と山上の説教』佐々木勝彦・庄司真 訳、新教出版社、1985年。
- P.ラピデ（英語版）、J.モルトマン『唯一神か三一神か : ユダヤ教とキリスト教の対話』青野太潮・松見俊 訳、ヨルダン社、1985年。
- E.モルトマン=ヴェンデル、J.モルトマン『女の語る神・男の語る神』内藤道雄 訳、新教出版社、1994年。
- ユルゲン・モルトマン、エリーザベト・モルトマン＝ヴェンデル『現代の終末論とフェミニズム : ユルゲン・モルトマン エリーザベト・モルトマン＝ヴェンデル 日本講演集1996』新教出版社、1997年。

### 関連文献
- 寺園喜基「モルトマンにおける救済史の理解 : バルト神学との関連を考慮しつつ」『日本の神学』第1993巻第32号、日本基督教学会、1993年10月、200-207頁、CRID 1390282680302955904、doi:10.5873/nihonnoshingaku.1993.200、ISSN 2185-6044。